# نیروهای پاسدار صلح سازمان ملل متحد
نیروهای حافظ صلح سازمان ملل متحد (UNDOF) بر اساس قطعنامه ۳۵۰ شورای امنیت سازمان ملل مورخ ۳۱ مه ۱۹۷۴ تأسیس شده است. این نهاد بین‌المللی به منظور نگهداری از آتش بس بین اسرائیل و سوریه در بلندیهای جولان ایجاد شد.